# Aki-Ōta
Aki-Ōta (japanisch 安芸太田町 Aki-Ōta-chō, „Stadt Ōta [in] Aki/Stadt Aki-Ōta“) ist eine 2004 gegründete Gemeinde im Landkreis (-gun) Yamagata der japanischen Präfektur (-ken) Hiroshima. Sie liegt im nordwestlichen Landesinneren von Hiroshima an der Grenze zu Shimane im Chūgoku-Gebirge und teilt sich mit der Nachbarstadt Masuda den Osorakan-zan, den höchsten Berg von Hiroshima und Shimane.
Aki-Ōta entstand im Zuge der Großen Heisei-Gebietsreform am 1. Oktober 2004 durch den Zusammenschluss der Städte (-chō) Kake, Togōchi und des Dorfes (-son) Tsutsuga aus dem Landkreis Yamagata. Wenige Monate später wurden die nördlich und östlich gelegenen vier übrigen Städte des Kreises zur Stadt Nord-Hiroshima (Kita-Hiroshima-chō) fusioniert. Weitere angrenzende Gemeinden sind im Süden und Westen die kreisfreien Städte (-shi) Hiroshima und Hatsukaichi und im Nordwesten jenseits der Präfekturgrenze zu Shimane die Stadt Masuda. Namensgebend für die Stadt Ōta ist der Fluss Ōta (Ōta-gawa), das Provinzpräfix unterscheidet von Städten namens Ōta in anderen Provinzen.
Auf dem Stadtgebiet verlaufen die Chūgoku-Autobahn mit den Anschlussstellen Kake und Togōchi, die Nationalstraßen 186 von Südwesten nach Norden und 191 von Nordwesten nach Südosten, die sich im Ōta-Tal treffen und ein Stück gemeinsam verlaufen, sowie die Nationalstraßen 433 und 434. Einen Eisenbahnanschluss hat Aki-Ōta nicht, nachdem die Kabe-Linie der JR Nishi-Nihon 2003 größtenteils stillgelegt worden war.